# Grewia latiglandulosa
Grewia latiglandulosa là một loài thực vật có hoa trong họ Cẩm quỳ. Loài này được Z.Y.Huang & S.Y.Liu mô tả khoa học đầu tiên năm 2005.